# 레이먼드 바부티

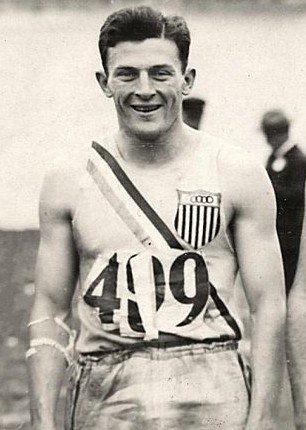

레이먼드 제임스 바부티(Raymond James Barbuti, 1905년 6월 12일 ~ 1988년 7월 8일)는 미국의 육상 선수로. 1928년 암스테르담 올림픽 2관왕이다.
뉴욕주 나소 카운티에서 태어나 시러큐스 대학교에서 수학하였다. 1928년 대학 아마추어 육상 선수권 대회에서 400m를 48.8초에 달려 우승하였으며, 같은 해 AAU 선수권 대회도 우승하였다.
올림픽에서 400m를 47.8초로 달려 금메달을 획득하고, 1600m 릴레이에서 최종 주자로서 세계 기록 3분 14.2초를 세워 또 하나의 우승을 안기었다.
83세의 나이로 케이넌에서 사망하였다.